# Stazione di Marsala
La stazione di Marsala è una stazione ferroviaria posta sulla linea Alcamo Diramazione-Trapani (via Castelvetrano). Serve il centro abitato di Marsala.
La stazione è dotata di due binari di circolazione atti al servizio viaggiatori, più un binario atto solo al servizio merci.
Il fabbricato viaggiatori, di medie dimensioni e a due elevazioni, ospita la sala d'attesa, la biglietteria e il bar.
La stazione è gestita in telecomando dal DCO di Palermo ed è servita dai treni regionali operati da Trenitalia sulla relazione Trapani-Castelvetrano-Piraineto.

## Storia
- Nel 2011, in occasione del 150º anniversario dello Sbarco dei Mille, la stazione ha accolto il Presidente della Repubblica Giorgio Napolitano, in visita alla città che fu protagonista del Risorgimento italiano.
- La stazione sorge in via Amerigo Fazio, strada intitola al soldato marsalese che perse la vita in Africa Orientale Italiana a Mai Beles, il 21 gennaio 1936, e decorato di medaglia d'oro al valor militare.

## Posizione
Situata nel centro cittadino, la stazione si trova a pochi passi da via Roma (strada dello shopping marsalese), a circa un chilometro dal porto e a pochi passi dalla Scuola media statale Giuseppe Mazzini e dagli uffici e poliambulatorio dell'ex Inam.

## Servizi

### Servizi di stazione
- Sala d'attesa
- Accessibilità per portatori di handicap
- Servizi igienici (bagni)
- Servizi igienici (bagni per portatori di handicap)
- Orario treni
- Annuncio treno vocale
- Annuncio treno

### Altri servizi
- Ricevitoria
- Biglietteria autobus extraurbani
- Mappa della Città (area attesa autobus)

## Sicurezza
- Posto di Polizia ferroviaria
- Vigilanza video (in sala di aspetto)
- Presenza personale in stazione
- Attraversamento binari
- Sbarre dotate nella parte sottostante di transenne per evitare, il passaggio non autorizzato durante la chiusura di quest'ultime.

## Trasporti e interscambi
- Parcheggio
- Fermata autobus di linea urbani
- Fermata autobus extraurbani e GT

## Informazioni
- Sul sito di Rfi è possibile, digitando il nome della stazione, vedere le partenze e gli arrivi da/per la stazione.